# Karl Reininger
Karl Reininger (* 15. Juli 1852 in Linz; † 29. Juli 1911 in Karlsbad) war ein österreichischer Textilfabrikant und Politiker (Deutsche Volkspartei). Er war Abgeordneter zum Österreichischen Abgeordnetenhaus, Abgeordneter zum Oberösterreichischen Landtag und Präsident der  Handels- und Gewerbekammer für Oberösterreich.

## Leben
Karl Reininger besuchte die Oberrealschule in Linz und die Handelsakademie in Leipzig. Während seiner Schulzeit in Linz wurde er Mitglied der pennalen Burschenschaft Quercus-Markomannia. In Leipzig war er Einjährig-Freiwilliger im 3. Feldjäger-Bataillon und wurde Leutnant der Reserve. In der Folge absolvierte er Praktika in verschiedenen Handelshäusern in Frankfurt, Hamburg und Antwerpen und arbeitete zuletzt als Buchhalter im Bankhaus Stilling & Cahn in Frankfurt am Main. Ab etwa 1878 war Reininger als Kaufmann in Linz tätig, wo er nach dem Tod seines Vaters 1888 auch Gesellschafter und Geschäftsführer der Schafwollfabrik Franz Honauer wurde. Des Weiteren übernahm er 1898 die Funktion des Vizepräsidenten der Aktiengesellschaft der Kleinmünchner Baumwoll-Spinnereien und mechanischen Weberei, ab 1904 wirkte er als deren Präsident. Zudem gehörte er dem Verwaltungsrat der Aktienbrauerei und Malzfabrik Linz an.
Reininger arbeitete im Deutschen Schulverein mit und war am Aufbau der Ortsgruppen Linz, Kleinmünchen, Micheldorf und Rohrbach beteiligt. Er war in verschiedenen Wohltätigkeitsvereinen aktiv und engagierte sich von 1885 bis 1911 als Mitglied im Ausschuss des Kaufmännischen Vereins Linz. Des Weiteren gehörte er 1908 zu den Mitbegründern des Kuratoriums des oberösterreichischen Gewerbeförderungsinstituts und übernahm 1910 dort die Funktion des Präsidenten. Ab 1896 war er Mitglied der Handels- und Gewerbekammer für Oberösterreich in Linz, 1898 wurde er zudem Mitglied der Erwerbssteuerkommission. Zwischen 1901 und 1904 engagierte er sich als Vizepräsident in der Handels- und Gewerbekammer, von 1905 bis zu seinem Tod war er deren Präsident. Darüber hinaus wurde er 1909 in den Staatseisenbahnrat entsandt. In seine Amtszeit als Präsident der Handels- und Gewerbekammer fel unter anderem die Eröffnung der Pyhrnbahn, für den die Handelskammer stark lobbyiert hatte. Des Weiteren fand unter Reiningers Ägide 1909 eine Landes-Handwerker- und -Industrieausstellung statt, wobei er als Präsident der Handels- und Gewerbekammer mehr die Industrie und den Großhandel als das Gewerbe repräsentierte. 
Als Vertreter der Handels- und Gewerbekammer gehörte er vom 4. Oktober 1900 bis zu seinem Tod dem Oberösterreichischen Landtag an. Für die Deutsche Volkspartei kandidierte Reininger zudem bei der Reichsratswahl 1911 im Wahlbezirk Oberösterreich 1 und konnte sich dort in der Stichwahl gegen den sozialdemokratischen Gegenkandidaten durchsetzen. Im Abgeordnetenhaus gehörte er dem Deutschen Nationalverband an, jedoch war er nur wenige Tage Mitglied des Reichsrats. Nachdem er bereits schwer erkrankt den Wahlkampf bestritten hatte, verstarb Reininger während eines Kuraufenthalts in Karlsbad, wo er an einer Lungenentzündung erkrankt war und an einem Darmverschluss verschied. Sein Leichnam wurde am 4. August 1911 in Linz bestattet.
Obwohl Reininger Mitglied der Deutschen Volkspartei war, soll sein politisches Ideal die Deutsche Fortschrittspartei gewesen sein. Er wurde als glänzender Redner mit starkem Interesse für Kunst, insbesondere Literatur, beschrieben. 

## Privates
Karl Reininger wurde als Sohn des Kaufmanns, Textilfabrikanten und Präsidenten der Handels- und Gewerbekammer Franz Reininger geboren. Er war römisch-katholischen Glaubens und blieb zeit seines Lebens ledig. Sein Bruder Robert Reininger war Professor für Philosophie an der Universität Wien.

## Ehrungen
- Kaiserlicher Rat[4]
- Ritter des Ordens der Eisernen Krone III. Klasse[4]
- Er war Ehrenmitglied der Wiener Burschenschaft Germania